# Xuïta
La xuïta és un mineral de la classe dels silicats que pertany al supergrup del granat. Rep el nom en honor de Hongwu Xu (n. 1964, Xina), mineralogista del Laboratori Nacional de Los Alamos, i de Huifang Xu (n. 1964, Xina), professor de ciència mineral, nanogeociència i microscòpia electrònica a la Universitat de Wisconsin, per les seves contribucions a la mineralogia. Van descobrir els nanominerals luogufengita i valleyita.

## Característiques
La xuïta és un silicat de fórmula química Ca₃Fe₂[(AlO₃(OH)]₃. Va ser aprovada com a espècie vàlida per l'Associació Mineralògica Internacional l'any 2020, sent publicada l'any 2022. Cristal·litza en el sistema isomètric.
Les mostres que van servir per a determinar l'espècie, el que es coneix com a material tipus, es troben conservades a les col·leccions mineralògiques del museu de geologia del departament de geociències de la Universitat de Wisconsin-Madison, amb els números de catàleg: uwgm 2341, uwgm 2342, uwgm 2343, uwgm 2352 i uwgm 2353.

## Formació i jaciments
Va ser descrita a partir de mostres recollides al complex volcànic de Menan, al comtat de Madison (Idaho, Estats Units), i a Gilette, al comtat de Campbell (Wyoming, Estats Units). Aquests dos indrets són els únics de tot el planeta on ha estat descrita aquesta espècie mineral.